# Aconcagua
L'Aconcagua (spagnolo [akoŋˈkaɣwa];) è una montagna dell'Argentina.
Si trova sulla Cordigliera delle Ande della quale, con i suoi 6962 m di altezza, è la massima cima, oltre a essere il rilievo più alto dell'emisfero australe e delle Americhe, caratteristica quest'ultima che gli permette di figurare nell'elenco delle vette più alte di ogni continente, le cosiddette Seven Summits.
La sua cima è, inoltre, il più alto rilievo sul livello del mare al di fuori del continente asiatico e, dopo l'Everest, è la seconda montagna della Terra per prominenza. Amministrativamente l'Aconcagua si trova nel dipartimento di Las Heras, parte della provincia di Mendoza, in prossimità del confine con il Cile; la montagna si trova all'interno di un parco provinciale che porta il suo nome.

## Descrizione
La montagna è costituita da rocce appartenenti al periodo Permo-Triassico; la sua genesi è comunque di era terziaria, ed è dovuta alla subduzione della placca di Nazca sotto la placca sudamericana nel quadro dell'orogenesi andina.
L'origine del nome è incerta. Il Coleti riporta l'esistenza, in Cile, del popolo Aconcagua, dal quale avrebbero preso il nome la valle da loro abitata e, di conseguenza, anche la montagna. Il popolo Aconcagua è citato anche da altri autori. Secondo quanto riportato dal Secor, il nome potrebbe derivare dal quechua Anco Cahuac, ovvero "sentinella bianca", oppure Ackon Cahuak, ovvero "sentinella di pietra". Lo stesso autore riferisce che in lingua Aymara il termine kon kawa significa "montagna innevata", mentre nella lingua mapudungun del popolo mapuche Aconca Hue significa "che viene dall'altra parte". Il sito Andes Argentinos riporta una probabile origine dal quechua accon cahua, col probabile significato di "la grande rocca che guarda intorno".
Sulle falde della montagna vi sono diversi ghiacciai: i principali sono il ghiacciaio nordorientale (o polacco) ed il ghiacciaio orientale (o inglese). Il primo tentativo europeo di raggiungere la vetta dell'Aconcagua risale al 1883, quando una spedizione tedesca guidata dal geologo ed esploratore Paul Güssfeldt tentò di raggiungere la vetta dallo sperone nord-ovest, arrivando ad una quota di 6500 m. La spedizione seguì quella che oggi è la via normale.
La vetta fu raggiunta per la prima volta nel 1897 da Matthias Zurbriggen, guida alpina svizzera che operava a Macugnaga, della spedizione guidata da Briton Edward Fitzgerald. La prima donna a raggiungerne la vetta fu la francese Adriana Bance, il 7 marzo 1940, accompagnata da diversi membri del Club Andinista de Mendoza. In molti atlanti figura ancora la vecchia misura dell'altitudine (6959 m s.l.m.) presa in quel frangente. Una spedizione italiana dell'Università di Padova, nel 2002, ha rilevato che l'esatta altitudine dell'Aconcagua è di 6.962 m s.l.m.. Il limite delle nevi permanenti si aggira intorno ai 5000 m. Da uno dei suoi versanti scende il fiume omonimo che raggiunge il Pacifico dopo un corso di 200 km.

## Ascensione alla vetta
L'accesso al parque provincial Aconcagua è limitato: per intraprendere l'ascensione alla vetta, è necessario chiedere un permesso all'autorità di gestione del parco, la Dirección de Recursos Naturales Renovables della provincia di Mendoza. Il costo del permesso varia di anno in anno; inoltre, è legato alla stagione, essendo più alto in alta stagione. Il periodo consigliato per intraprendere l'ascesa è l'estate (da dicembre a marzo nell'emisfero australe).

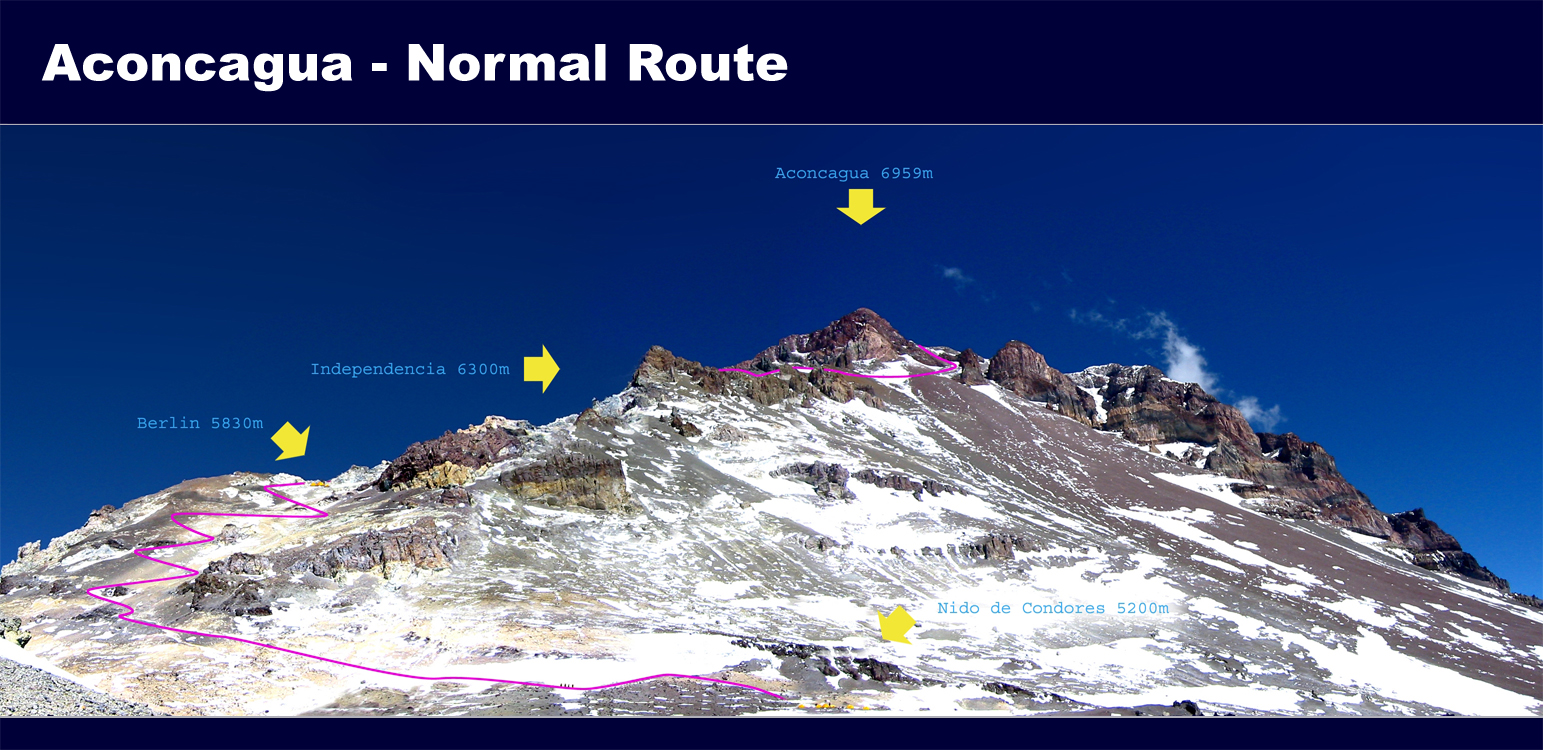
Tracciato della via normale

### Via normale
La via normale alla vetta non presenta particolari difficoltà alpinistiche. Si sviluppa sul versante nord-est, ed è poco più di una lunga camminata, scandita dalle necessarie tappe per l'acclimatazione. I rischi maggiori sono legati alla quota (poco sotto i 7000 m) ed alle brusche variazioni meteorologiche. Le tappe di acclimatazione richiedono qualche giorno ciascuna.
I diversi campi e punti di sosta che si trovano lungo il percorso sono i seguenti.
- Puente del Inca, 2740 m. Si tratta di un paese sulla strada principale, da cui ha inizio l'ascensione vera e propria. Vi sono diversi posti dove alloggiare, compreso un rifugio.
- Confluencia, 3380 m. Accampamento nel Parco, ad alcune ore di marcia dalla partenza.
- Plaza de Mulas, 4370 m. Campo base, con tende, docce, accesso internet. C'è un rifugio a circa 500 m.
- Plaza Canadá, 5050 m. Rifugio in posizione panoramica sopra Plaza de Mulas.
- Plaza Alaska, 5200 m. Detto cambio di pendenza, in quanto posizionato nel punto dove la pendenza della salita cala improvvisamente. È un campo predisposto per tende, ma non è molto utilizzato.
- Nido de Cóndores, 5400 m. Un vasto altipiano panoramico; normalmente, vi si trova accampato un guardiaparco.
- Berlín, 5900 m. Tipico campo d'alta quota, ventoso ed esposto. È abbastanza sporco, per cui molti andinisti lo evitano, preferendo spostarsi un po' più in alto, in località Piedras Blancas.

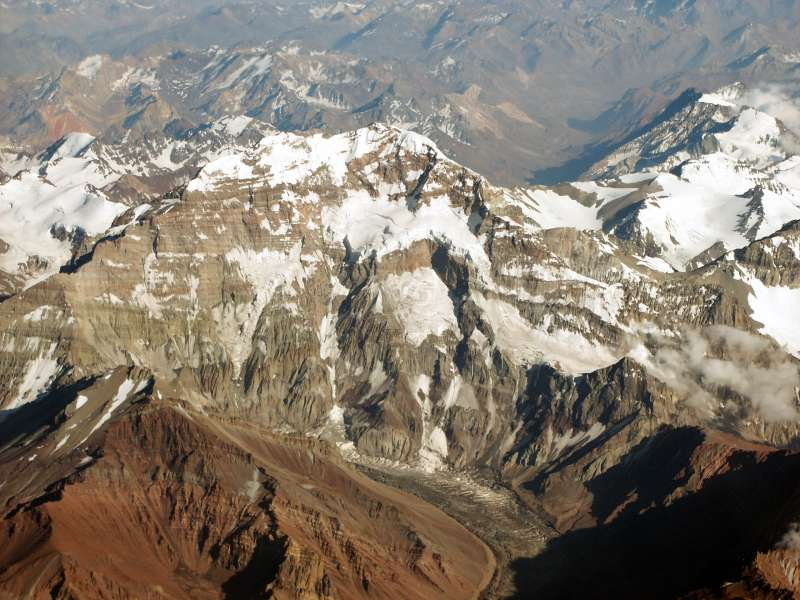
Vista aerea del versante sud

### Via del ghiacciaio dei Polacchi
Si sviluppa sul ghiacciaio dei Polacchi, anch'esso sul versante NE. L'avvicinamento avviene attraverso la valle de las vacas, fino alla base del ghiacciaio; da qui, si risale il ghiacciaio, incrociando la via normale, fino alla vetta.

### Creste sud e sud-est
Si tratta di vie di notevoli difficoltà alpinistiche. L'accesso alle creste avviene superando la parete sud, che presenta un dislivello di quasi 3000 m da superare in arrampicata.

## Record di ascesa
La prima ascesa sulla vetta dell'Aconcagua è opera della guida Matthias Zurbriggen, avvenuta il 14 gennaio del 1897 nel corso di una spedizione organizzata dall'inglese Edward Fitz Gerald. La prima ascesa lungo il Ghiacciaio dei Polacchi spetta agli scalatori Daszinski e Osiecki, di nazionalità polacca, nel marzo del 1934, cui si deve il nome col quale attualmente la via è nota. Adriana Bance, di nazionalità francese, è la prima donna a raggiungere la vetta, il 7 marzo 1940.
Il 23 gennaio del 1953 gli svizzeri F. e D. Marmillod insieme agli argentini F. Grajales e F. Ibáñez raggiungono la vetta a Sud aprendo una nuova via. La prima salita della parete sud fu invece portata a termine il 25 febbraio 1954 da una spedizione francese guidata da René Ferlet; la squadra di vetta era composta da Pierre Lesueuer, Adrien Dagory, Edmond Denis, Robert Paragot, Lucien Berardini e Guy Poulet. Nel febbraio del 1992 Miguel "Lito" Sánchez, Marcelo Acosta e Gabriel Cabrera diventano i primi a raggiungere la vetta in meno di 24 ore, partendo da Plaza de Mulas (quota 4200 metri s.l.m.), salendo lungo il Ghiacciaio dei Polacchi e ridiscendendo lungo la via normale.

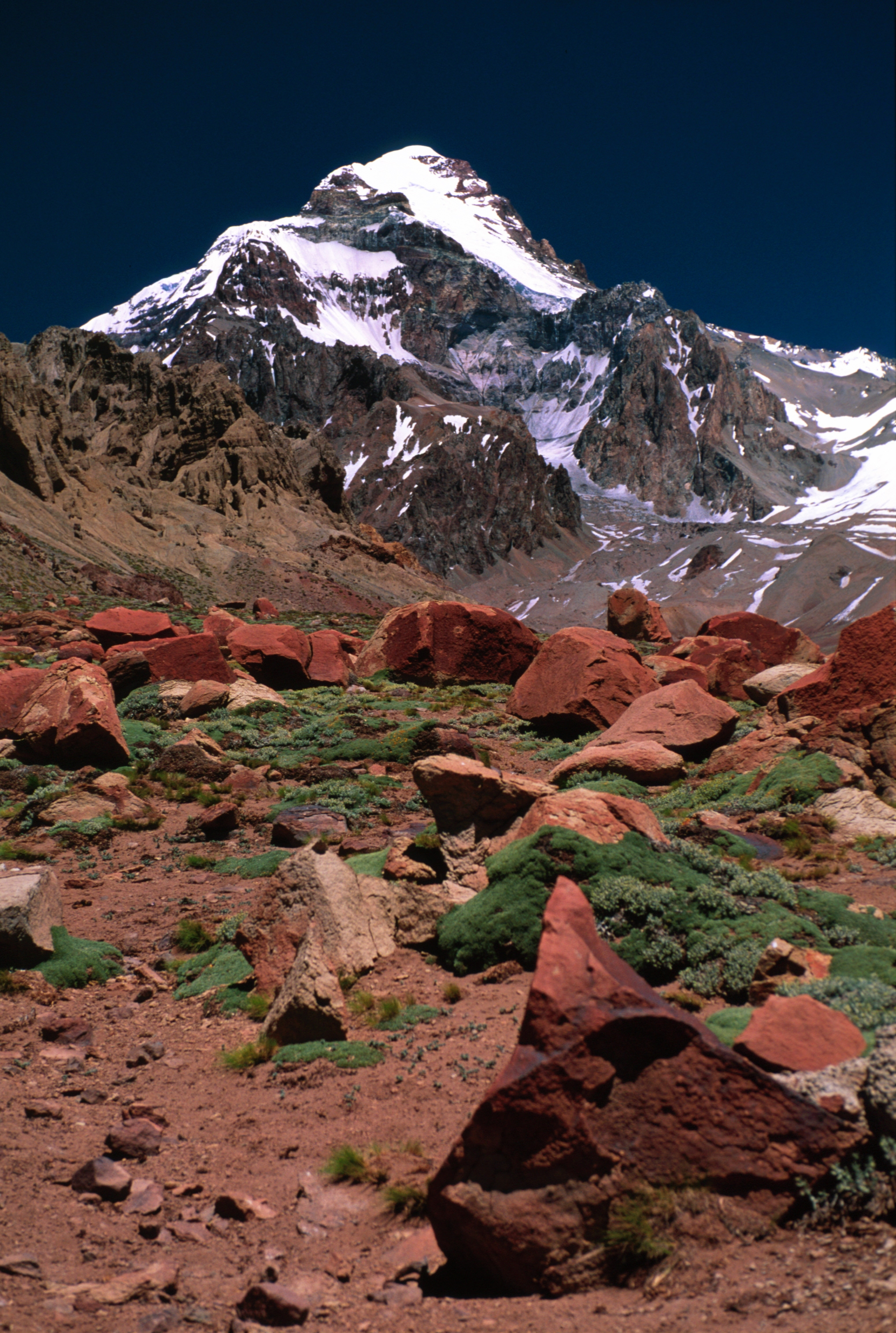

Il 3 febbraio del 2006 il peruviano Holmes Pantoja Bayona, seguendo la via normale e partendo da Horcones, dove è situato l'ingresso del parco, raggiunge la vetta e ridiscende in 20h35'. Il dislivello coperto durante l'ascensione, avvenuta in 13 ore, è di 4112 metri, essendo Horcones situato a quota 2850; la lunghezza del percorso è di circa 81 chilometri. 
Il 24 febbraio 2006 il peruviano Jaime Ramirez Quiroz (durante EXPE/6000 Italo/Peruviana guidata da Giancarlo Sardini e Valerio Bertoglio), seguendo la via normale, partendo da Horcones, ha stabilito il nuovo record di velocità in 14h59' salendo e scendendo dalla vetta dell'Aconcagua fino a Horcones (Jaime Ramirez è stato il primo uomo al mondo a scendere sotto le 15ore)http://www.desnivel.com/alpinismo/15-horas-para-lograr-el-aconcagua
Il 28 dicembre del 2006 l'alpinista asturiano Jorge Egocheaga tenta di abbassare il tempo di Jaime Ramirez. Il tempo dichiarato da Jorge Egocheaga, sul medesimo percorso, è di 13h46', mentre dalle riprese cinematografiche si evincerebbe un tempo di 14h05'. Sull'impresa di Egocheaga sono comunque stati sollevati alcuni dubbi riguardo al metodo di cronometraggio. Nel 2013 lo skyrunner portoghese Carlos Gómez porta il tempo a 15h42'. Le autorità del parco considerano quest'ultimo come record ufficiale, non essendo certificato in modo inequivocabile il tempo di Egocheaga.
Nell'ambito del suo progetto "Summits of my life" lo scialpinista e skyrunner catalano Kílian Jornet i Burgada affronta l'Aconcagua nel mese di dicembre del 2014. Dopo un primo tentativo andato a vuoto a causa del vento che soffiava a 90 km/h presso quota 6500, Jornet ritenta quattro giorni dopo, il 23 dicembre. Partito anch'egli da Horcones, raggiunge la vetta e ridiscende in un tempo complessivo di 12h49', battendo quindi sia il record ufficiale di Jaime Ramirez, che quello di Carlos Gómez, sia quello ufficioso di Jorge Egocheaga. Il 19 febbraio del 2015 l'atleta svizzero-ecuadoregno Karl Egloff ha portato a 11h52' il tempo totale di ascesa e discesa seguendo il medesimo percorso di Kilian Jornet.

## L'Aconcagua nella cultura
Nel film di animazione della Disney Saludos amigos, uno degli episodi è incentrato sull'aeroplanino Pedro che effettua servizio postale tra Santiago del Cile e Mendoza, passando in prossimità dell'Aconcagua, rappresentata come una montagna minacciosissima e circondata da correnti pericolose.
L'Aconcagua è anche il luogo in cui è ambientato l'omonimo videogame del 2000 per la prima PlayStation.